# 1,2-Dichloropropane
Le 1,2-dichloropropane est un composé chimique de formule CH3–CHCl–CH2Cl. Ce composé organochloré se présente sous la forme d'un liquide très volatil et très inflammable à l'odeur douceâtre faiblement soluble dans l'eau.
C'est un sous-produit de la synthèse de l'épichlorohydrine, qui est produite à grande échelle, et est également un intermédiaire de la production du perchloroéthylène C2Cl4 et d'autres composés chlorés.
Il a été utilisé pour la fumigation des sols et comme solvant industriel. On l'a également utilisé comme solvant pour nettoyer les peintures et les surfaces en bois ainsi que dans les vernis, mais ces utilisations ont été pour la plupart interrompues.
Le 1,2-dichloropropane est un cancérogène avéré classé 1 par l'IARC[réf. souhaitée].